# Fjodor Iwanowitsch Truchin

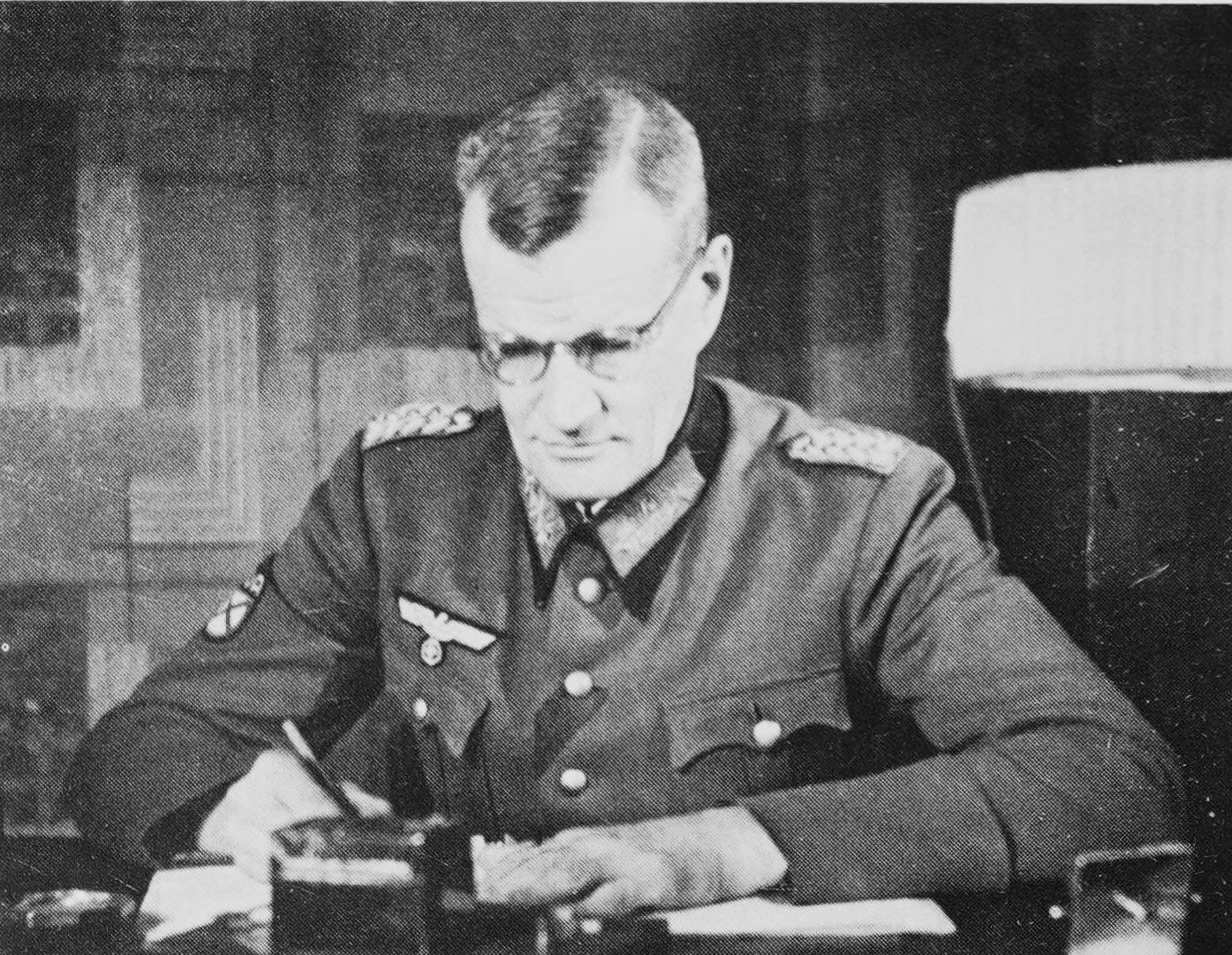
Fjodor Truchin

Fjodor Iwanowitsch Truchin (russisch Фёдор Иванович Трухин, * 1896 in Kostroma; † 1. August 1946 in Moskau) war ein sowjetischer Offizier. 

## Biografie
Er gehörte zu einer Familie von Großgrundbesitzern und schloss sich der Kaiserlich Russischen Armee an. 1918 trat er der Roten Armee bei. Sein Vater Iwan wurde 1919 von den Bolschewiki verhaftet und sein Besitz wurde verstaatlicht. 1925 schloss er sein Studium an der Frunse-Akademie ab. Ab 1928 war er Stabschef des Saratow-Infanteriekorps. Er unterrichtete an der Frunse-Akademie, wurde Stabschef des baltischen Militärbezirks und wurde zum Generalmajor befördert. Sein Bruder Sergei wurde 1938 wegen antisowjetischen Aktivitäten verhaftet. Im Großen Vaterländischen Krieg war er Stabschef der Nordwestfront.
Am 27. Juni 1941 ergab er sich 8 Kilometer südlich von Jēkabpils den Deutschen. Im Gefangenenlager schloss er sich dem NTS – Bund der russischen Solidaristen an. Bei einem Verhör im Januar 1946 sagte er, dass die Unterdrückung seiner Verwandten dazu beigetragen habe, mit der sowjetischen Regierung unzufrieden zu sein. Truchin entwickelte eine Verordnung zur Bildung der russischen Nationalarmee aus sowjetischen Kriegsgefangenen. Im März 1943 schloss er sich Andrei Wlassow an. 1944 wurde Truchin Stabschef der Streitkräfte des Komitees zur Befreiung der Völker Rußlands. Ab April 1945 war er Generalinspekteur der Osttruppen. Am 7. Mai 1945 wurde er von tschechoslowakischen Partisanen festgenommen und dem sowjetischen Kommando übergeben. Er wurde wegen Hochverrats zum Tode verurteilt und zusammen mit Wlassow gehängt.